# Камиљано (Козенца)
Камиљано је насеље у Италији у округу Козенца, региону Калабрија.
Према процени из 2011. у насељу је живело 872 становника. Насеље се налази на надморској висини од 9 м.